# Quadrat d'Or
El Quadrat d'Or és la zona de l'Eixample de Barcelona situada al voltant del Passeig de Gràcia i delimitada pels carrer d'Aribau i el Passeig de Sant Joan per una banda, i les Rondes de Sant Pere i de la Universitat i la Diagonal per una altra, la qual té forma de quadrat i acull un ric patrimoni arquitectònic, sobretot modernista. El nom prové de l'exposició del mateix nom realitzada l'any 1990 dins les activitats de l'Olimpíada Cultural dels Jocs Olímpics de 1992.
Situat en el context de la riquesa burgesa en la qual cresqué l'Eixample, el Quadrat d'Or guarda exponents molt importants de l'arquitectura modernista catalana barcelonina de començament del segle xx. Així podem trobar la Casa Batlló, d'Antoni Gaudí i Cornet, la Casa Amatller, de Josep Puig i Cadafalch, la Casa Lleó i Morera, de Lluís Domènech i Montaner; la Casa Milà (altrament dita La Pedrera) obra també d'Antoni Gaudí i Cornet; la Casa Terrades (coneguda com la Casa de les Punxes) obra també de Josep Puig i Cadafalch; la Casa Macaya, també obra de Josep Puig i Cadafalch; o també l'edifici Montaner i Simon, de Lluís Domènech i Montaner, que des de juny de 1990 i després d'una restauració dels arquitectes Roser Amadó i Lluís Domènech i Girbau acull la seu de la Fundació Antoni Tàpies.